# Tortola
Tortola je jedním z ostrovů Panenských ostrovů. Rozkládá se v centrální části souostroví, od pobřeží Portorika je vzdálen přibližně 105 km. Nejvyšším bodem ostrova je Mount Sage (521 m n. m.). Ostrov na délku měří 19 km, na šířku 5 km a jeho rozloha je 55,7 km².
Je největším ostrovem Britských Panenských ostrovů, jejichž hlavní město Road Town se na něm nachází. Dle sčítání obyvatelstva z roku 2010 zdejší populace čítala 23 419 osob, což představuje více než 80 % veškerého obyvatelstva tohoto britského zámořského území.

## Fotogalerie

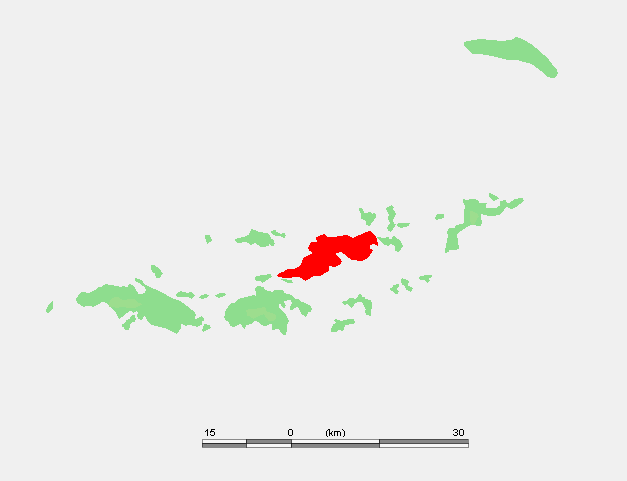
lokalizace ostrova
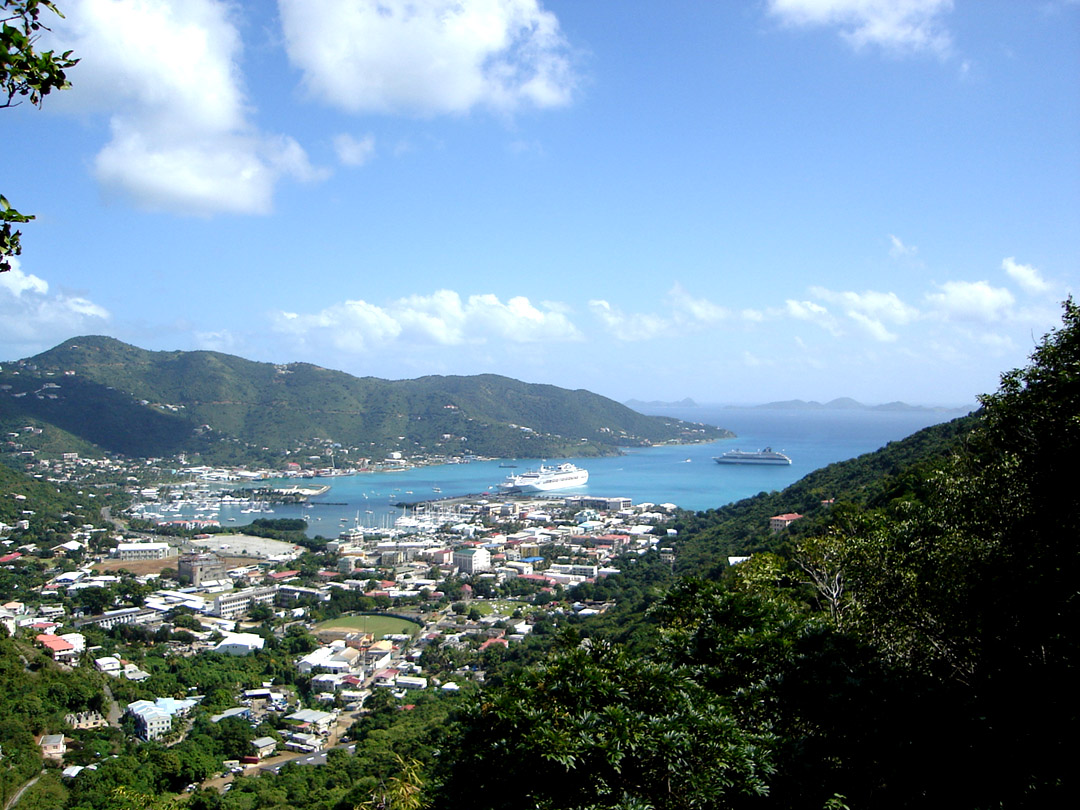
Road Town
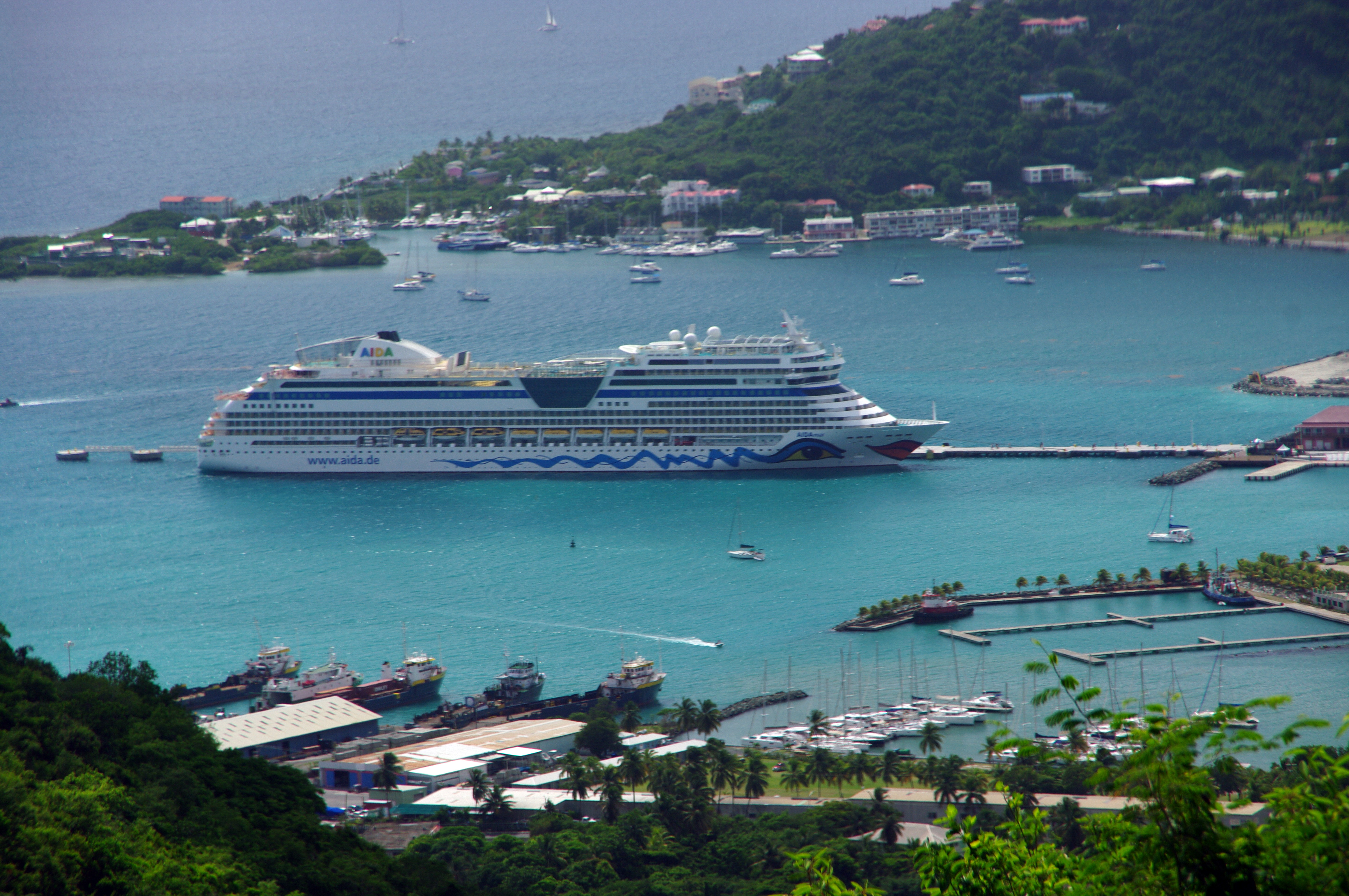
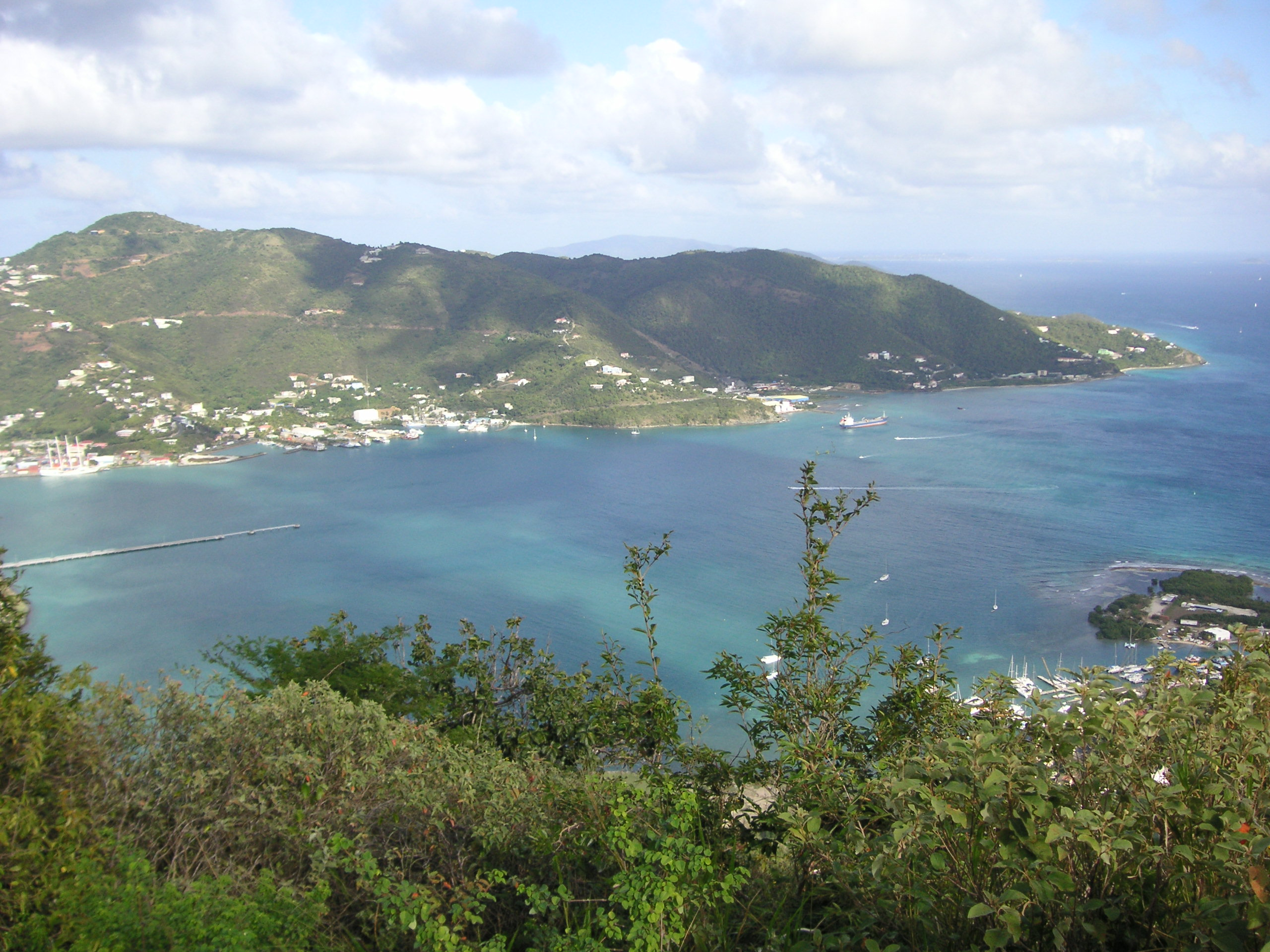